# Sillessi
La sillessi (o sillepsi) è una forma di accordo costruito sulla logica della frase invece che sulle regole grammaticali. È detta anche costruzione a senso o concordanza a senso (in latino, constructio ad sensum).
Il termine viene dal greco sýllēpsis (σύλληψις) che vuol dire "presa insieme" (dal verbo lambano, 'io prendo').
La sillessi, come figura sintattica, può avere funzione retorica. Un esempio è in Dante Alighieri:
dove superbi foro è usato al posto di superba fu.
Quando l'accordo avviene fra un sostantivo al singolare e un verbo al plurale, si parla di sìnesi del numero (dal greco antico σύνεσις, sýnesis).
Alcuni esempi dalla lingua comune:
Ci sono un sacco di macchine per la strada.
Un centinaio di soldati cantavano.